# Wadi Sifuni
El Wadi Sifuni (en árabe: وادي إصفني‎, romanizado: Wādī Iṣfani)  es un valle o río seco, con caudal efímero o intermitente, que fluye casi exclusivamente durante la temporada de lluvias, situado en el emirato de Ras Al Jaima, al este de los Emiratos Árabes Unidos. 
Forma, junto con el Wadi Ashwani / Wādī Al ‘Ishwānī, su propia cuenca hidrográfica de 216 km², que limita al norte con la del Wadi Siji, al sur con la del Wadi Shawkah, y al sur y este con la divisoria de la cadena montañosa que separa la cuenca del Golfo Pérsico de la cuenca del Golfo de Omán y con la cuenca hidrográfica del Wadi Farfar.

El conjunto de toda la cuenca hidrográfica del Sifuni & Ashwani, cuya cima más elevada es el Jabal Al Ghunah 1020 (m s. n. m.), reúne un número aproximado de 270 arroyos independientes, la mayoría sin nombre conocido, clasificados todos ellos en cinco grados o niveles de acuerdo con la numeración Horton-Strahler. Además del Wadi Baqarah, que es considerado como un segmento superior del wadi principal, destacan por su longitud y caudal el Wadi Mamduh  y el Wadi Esfai.

## Recorrido
La longitud total aproximada del Wadi Sifuni es de 25 kilómetros (considerando el segmento superior, también identificado como Wadi Baqarah).
Fluye de este a oeste, y su principal fuente de origen está situada en la vertiente sur del Jabal Bulaydah (830 m s. n. m.), a una altitud aproximada de 734 m s. n. m.
En su curso medio pasa por el pueblo de Sifuni, también conocido como Esfini o Sha'biyyāt Işfany, y tras recibir por su izquierda la afluencia del Wadi Esfai, se adentra en una zona ocupada por grandes canteras de gabro, que han afectado al curso del wadi y causado un considerable impacto ambiental en sus alrededores.
En el área de su confluencia con el Wadi Ashwani, al inicio de la gran llanura aluvial del Wadi Kadrah, se construyó un importante pozo, conocido históricamente como Tawi Kadrah, origen del actual pueblo de Kadrah.

## Presas y embalses

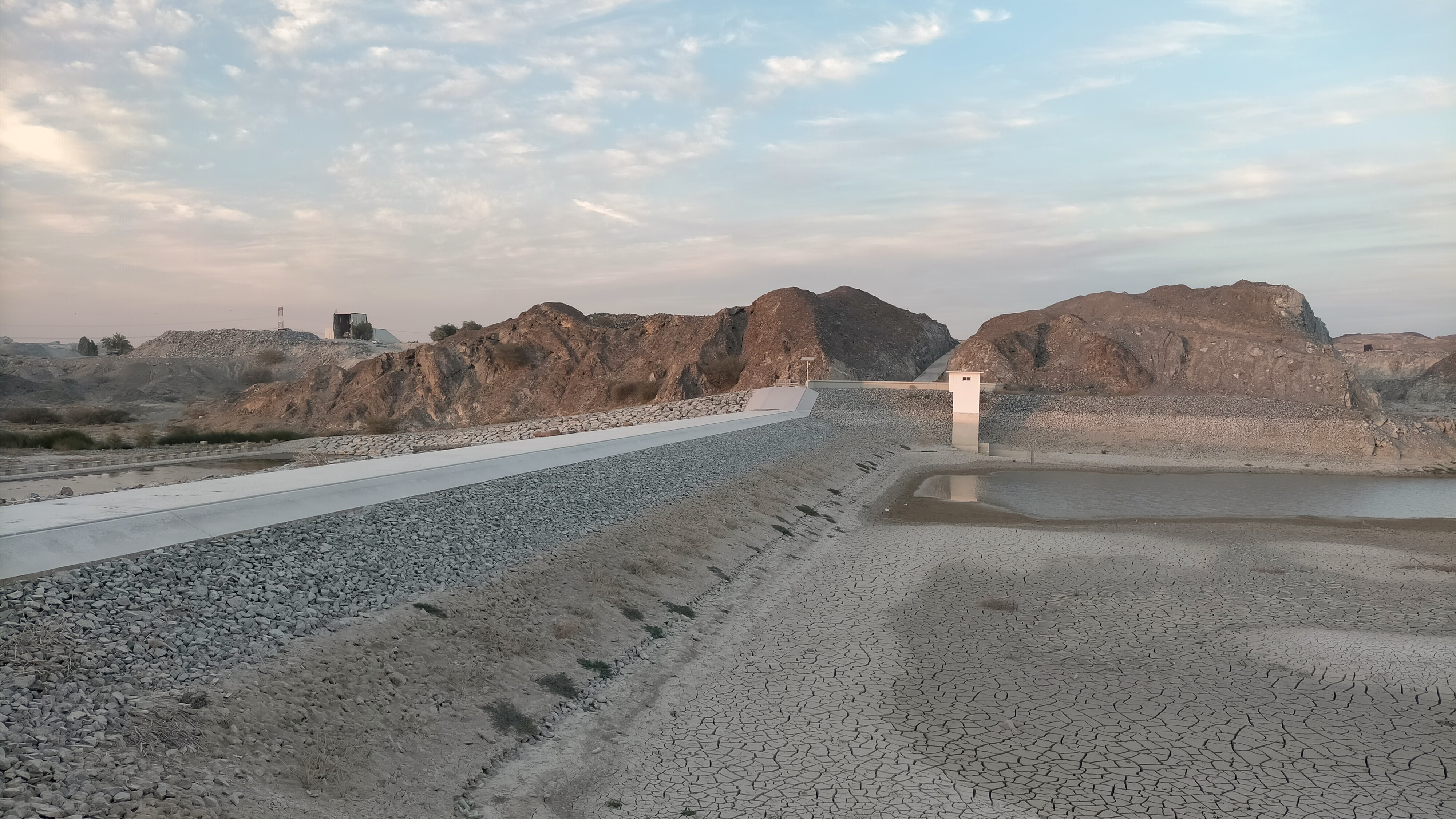
Wadi Sifuni Dam / Wadi Sfni Dam. Emirato de Ras Al Khaimah

Como la mayoría de los wadis de Emiratos Árabes Unidos y Omán, el Wadi Sifuni, es propenso a sufrir fuertes inundaciones. 
Para prevenir el peligro de inundaciones repentinas y aumentar el potencial de recarga de aguas subterráneas, se construyó en 2001, en el cauce del Wadi Sifuni, 3,5 kilómetros antes de su desembocadura, una presa de 8 metros de altura, con un embalse de 0,15 km² y capacidad de 0,6 millones de metros cúbicos, denominada Wadi Sfni Dam (coordenadas: 25°11′27″N, 56°02′32″E).

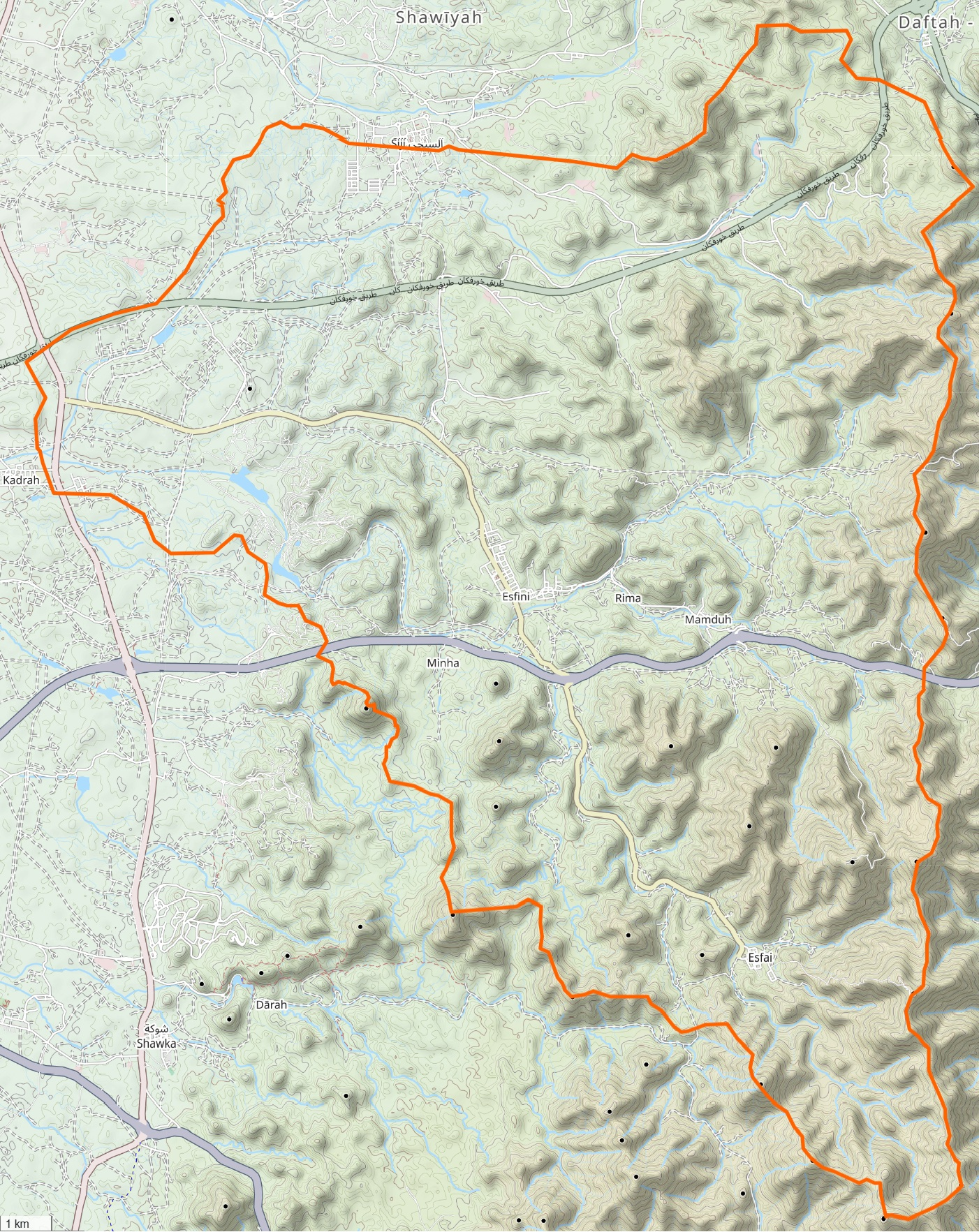
Wadi Sifuni y Wadi Ashwani. Cuenca hidrográfica conjunta de 216 km².

Aguas arriba de la anterior, junto a la desembocadura el Wadi Mamduh en el Wadi Sifuni, se construyó en 2002 una segunda presa de 11,5 metros de altura, con un embalse de 0,086 km² y capacidad de 0,21 millones de metros cúbicos, denominada Mamduh Dam.(coordenadas: 25°10′17″N, 56°06′30″E)

## Toponimia
Nombres alternativos: Wadi Sifni, Wādī Sifūnī, Wadi Isfini, Wadi Sfuni, Wādī Iṣfani, Wadi Sfni.
El nombre del Wadi Sifuni (con esa misma grafía), sus afluentes, montañas y poblaciones cercanas, quedaron registrados en la documentación y mapas elaborados entre 1950 y 1960 por el arabista, cartógrafo, militar y diplomático británico Julian F. Walker, durante los trabajos efectuados para el establecimiento de fronteras entre los entonces denominados Estados de la Tregua, completados posteriormente por el Ministerio de Defensa del Reino Unido, en mapas a escala 1:100.000 publicados en 1971.
En el Atlas Nacional de Emiratos Árabes Unidos consta con la grafía Wādī Iṣfani (en árabe: وادي إصفني‎).

## Población
El área del Wadi Sifuni y la de su curso inicial (Wadi Baqarah) estuvo poblada principalmente por la zona tribal Quwayd / Quwayyid.